# Механизация сельского хозяйства на Кубе
Механизация сельского хозяйства на Кубе — процесс внедрения сельскохозяйственной техники в сельское хозяйство Республики Куба, ставший важным фактором повышения продуктивности сельского хозяйства страны.

## История
Первая известная попытка механизации процессов в сельском хозяйстве были предпринята, когда остров являлся колонией Испании. В 1796 году испанский инженер и изобретатель Аугустино де Бетанкур по заказу сахарозаводчика графа Каса де Монтальво разработал и сделал паровую машину для переработки сахарного тростника в сахар, которая была доставлена на остров, некоторое время работала в имении другого сахарозаводчика — графа Мопокса, но вскоре сломалась и никто не смог её починить. В дальнейшем эти события оказались забыты — и долгое время определить изготовителя механизма не получалось (пока не был найден большой парадный портрет графа Касы де Монтальво, написанный в XVIII веке кубинским художником Хуаном-дель-Рио, в углу которого на заднем плане была изображена эта паровая машина).
По состоянию на начало 1930-х годов Куба представляла собой типичную тропическую полуколониальную страну. Основой экономики являлось монокультурное сельское хозяйство; основными экспортными товарами являлись тростниковый сахар и табак (в 1934 году они составляли свыше 90 % объёма экспорта), в меньшей степени — кофе, какао, тропические фрукты (бананы, ананасы, грейпфруты и др.), кокосовые орехи и ценные породы дерева (в частности, красное дерево и испанский кедр). При этом, посевы кукурузы, риса и пшеницы для внутреннего употребления были сравнительно невелики, и не обеспечивали потребности страны в продовольствии (35 % импорта составляли продукты питания). В 1956 году импортировалось 40 % продовольствия.
В 1958 году в стране насчитывалось всего 9 тысяч тракторов.

### 1959—1991

Комбайны «СКГ-3» завода «Дальдизель» перед отправкой на Кубу. Хабаровск, 1962 год. Фото Н. Суровцева, РГАКФД

После победы Кубинской революции в январе 1959 года, США прекратили сотрудничество с правительством Ф. Кастро и стремились воспрепятствовать получению Кубой помощи из других источников. Власти США ввели санкции против Кубы, а 10 октября 1960 года правительство США установило полное эмбарго на поставки Кубе любых товаров (за исключением продуктов питания и медикаментов).
Поскольку в 1959 году Куба являлась отсталой аграрной страной с преобладанием экстенсивного сельского хозяйства и избытком малоквалифицированной рабочей силы (четверть взрослого населения была неграмотной), используемой сезонно. У республики не было реальных возможностей (необходимых накоплений для капиталовложений, валютных резервов и квалифицированной рабочей силы) для быстрой индустриализации и создания многоотраслевой экономики, в первые годы после революции был взят курс на преимущественное развитие и техническое оснащение традиционных отраслей сельского хозяйства (выращивание сахарного тростника и животноводство), а также связанных с ним пищевых производств.
Во время Карибского кризиса в октябре 1962 года, корабли военно-морского флота США установили военно-морскую блокаду Кубы в виде карантинной зоны в 500 морских миль вокруг берегов Кубы, блокада продолжалась до 20 ноября 1962 года. Имевшее основания опасаться возобновления блокады острова в условиях продолжавшейся «холодной войны», правительство активизировало деятельность по достижению независимости страны от импорта продовольствия.
Одним из приоритетных направлений деятельности стала механизация сельского хозяйства, начавшаяся с начала 1960-х годов и проходившая при помощи СССР и других социалистических стран.
- уже в октябре 1961 года в СССР прибыла первая тысяча кубинцев для обучения на трактористов, механизаторов и рабочих ремонтных мастерских[12].

По заказу Кубы разрабатывались специализированные образцы техники (в качестве примера можно привести тростниково-уборочные комбайны и автопогрузчики для сахарного тростника). В 1963 году, в соответствии с межправительственным соглашением СССР и Республики Куба, специализированным конструкторским бюро грейферных погрузчиков Коломыйского завода сельхозмашин был разработан специальный грейферный погрузчик для автоматизации процесса погрузки и разгрузки сахарного тростника ПГ-0,5СТ, грузоподъёмностью 0,5 тонны. Только в период до октября 1984 года завод произвёл для Кубы 15 тыс. таких погрузчиков. Разработка тростниковоуборочного комбайна была в 1963 году поручена Люберецкому заводу сельхозмашиностроения им. Ухтомского, в декабре 1963 года два опытных образца были отправлены на Кубу, в дальнейшем завод изготовил для Кубы 720 прицепных комбайнов (один комбайн заменял труд 40—50 рубщиков).
В 1963 году, после того, как из СССР были получены первые погрузчики, началась механизация процесса уборки сахарного тростника. В 1964 году в сельском хозяйстве уже работали 500 сахароуборочных комбайнов и 18 тыс. тракторов советского производства.
В 1969 году с использованием средств механизации в стране убирали 50 % урожая сахарного тростника.
В 1970 году в стране было 43,3 тыс. тракторов, а также 8,4 тыс. автопогрузчиков и 2,4 тыс. тростниково-уборочных комбайнов.
12 июля 1972 года Куба вступила в СЭВ и техническое сотрудничество с социалистическими странами активизировалось. На Люберецком заводе сельскохозяйственного машиностроения была заказана разработка самоходного комбайна для уборки сахарного тростника, выпуск которого освоил завод (всего для Кубы было сделано почти 1500 самоходных тростниковоуборочных комбайнов). В связи с увеличением использования удобрений в сельском хозяйстве страны возникла потребность в средствах механизации внесения удобрений — и в СССР были закуплены прицепные разбрасыватели органических удобрений 1ПТУ-40 производства завода «Ригасельмаш».
В 1975 году в стране было 54 тыс. тракторов. В 1975 году на Кубе был создан научно-исследовательский и конструкторский центр сельскохозяйственного машиностроения (El Centro de Investigaciones y Construcción de Maquinaria Agrícola, CICMA).
В дальнейшем, при содействии СССР в городе Ольгин был построен завод «Revolución de Octubre» по производству тростниковоуборочных комбайнов (введенный в эксплуатацию в 1977 году).
В 1980 году в сельском хозяйстве Кубы насчитывалось 70 тыс. тракторов, несколько тысяч комбайнов по уборке сахарного тростника, риса и силосных культур, а также сотни автопогрузчиков сахарного тростника. В сафру 1980/1981 гг. с помощью тростниково-уборочных комбайнов было снято около половины урожая (механизация трудоёмкого процесса уборки тростника позволила сократить число рубщиков-«мачетерос» почти втрое по сравнению с дореволюционным 1958 годом — с 332 тыс. до 122 тыс. человек).
К этому времени были построены несколько предприятий по ремонту и техническому обслуживанию автомашин и сельскохозяйственной техники (завод «José Gregorio Martínez» по производству дизельных двигателей в городе Сьенфуэгос; механический завод «Héroes del 26 de julio» в городе Ольгин по выпуску запчастей к сельхозтехнике; завод в Гаване по производству запчастей к сельхозтехнике и др.), а также сеть авторемонтных мастерских.
В 1983 году был механизирован процесс посадки чеснока.
В 1985 году сельское хозяйство Кубы получило 7788 тракторов, 1442 грузовых автомашин, 825 тракторных плугов и 605 комбайнов для уборки сахарного тростника.
В 1986—1990 годы СССР продал на Кубу 33 215 тракторов, а также запчасти, принадлежности, прицепы, гаражное оборудование и навесное оборудование к ним.
В сафру 1988/1989 гг. механизация процесса уборки тростника составила 69 % (что позволило сократить число рубщиков-«мачетерос» до 70 тыс. человек).
В целом, в период с 1960 до 1991 года уровень механизации сельского хозяйства страны стабильно возрастал.

### После 1991

трактор МТЗ с прицепом в горах Эскамбрай (25 декабря 2006)

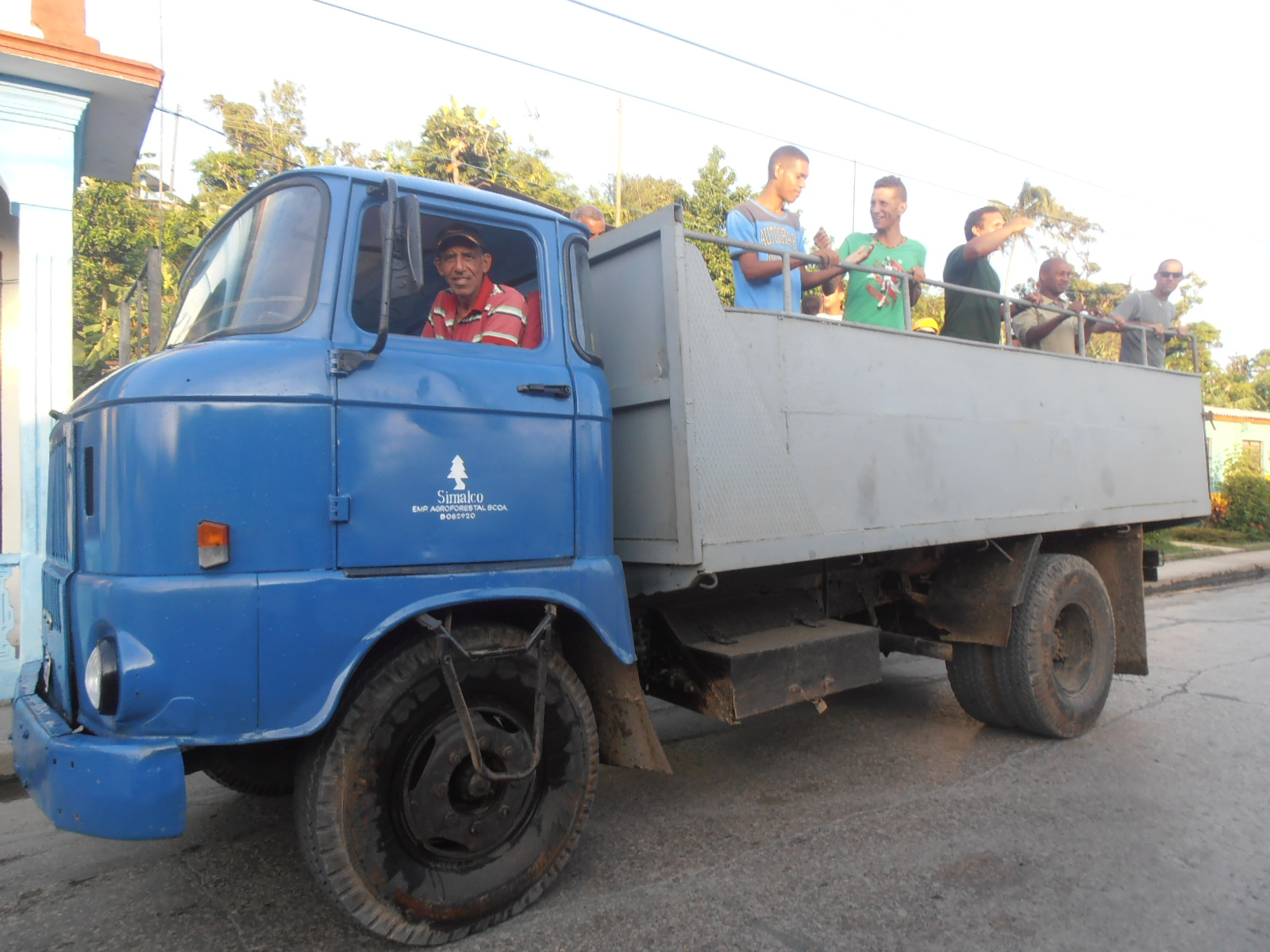
грузовик IFA W50 сельхозкооператива «Simalco» в районе Баракоа (14 сентября 2017)

Распад СССР и последовавшее разрушение торгово-экономических и технических связей привело к ухудшению состояния экономики Кубы в период после 1991 года. Правительством Кубы был принят пакет антикризисных реформ, введён режим экономии. В это же время в гражданский сектор экономики передали часть автомашин вооружённых сил страны.
В октябре 1992 года США ужесточили экономическую блокаду Кубы и ввели новые санкции (Cuban Democracy Act).
В 1991—1994 годы экономическое положение было особенно тяжёлым, в стране производились отключения электричества, в связи с дефицитом топлива и запасных частей правительство было вынуждено вдвое сократить транспортный парк. В этот период происходит расширение использования гужевого транспорта, вьючных и верховых лошадей и верблюдов. Одновременно с сокращением машинно-тракторного парка начинается его старение.
В середине 1990-х годов положение в экономике страны стабилизировалось. В следующие годы для замены техники советского и восточноевропейского производства Куба начала закупать автомашины и сельскохозяйственную технику в КНР и странах Латинской Америки.
12 марта 1996 года конгресс США принял закон Хелмса-Бёртона, предусматривающий дополнительные санкции против иностранных компаний, торгующих с Кубой. Судам, перевозящим продукцию из Кубы или на Кубу, запрещено заходить в порты США.
Помимо закупок запчастей к сельхозтехнике в начале 2000 года Куба купила первые 9 машинокомплектов тракторов «Беларус-1221» Минского тракторного завода, в 2005 году — ещё 101 трактор МТЗ, в 2013 году — 160 тракторов МТЗ, в 2015 году — ещё 450 тракторов МТЗ, в 2017 году — ещё 150, а в сентябре 2018 года была достигнута договоренность о прямых поставках на Кубу сельхозтехники из Белоруссии.
Проводится ремоторизация автотракторной техники с заменой бензиновых двигателей на дизельные (около 300 дизельных моторов в год закупается на Минском моторном заводе).
В июне 2021 года для сельского хозяйства страны были закуплены первые электротракторы — партия колёсных «Farmtrac 25G» индийского производства.